# Национална баскетболна асоциация
Националната баскетболна асоциация (на английски: National Basketball Association, NBA), съкратено НБА, е най-престижната световна мъжка професионална баскетболна лига и една от 5-те главни професионални спортни лиги на Северна Америка заедно с НХЛ по хокей на лед, МЛБ по бейзбол, МЛС по футбол и НФЛ по американски футбол.
Създадена е на 6 юни 1946 г. в Ню Йорк под името Американска баскетболна асоциация (АБА). Получава новото си име през есента на 1949 г. след обединението с Националната баскетболна лига на САЩ (НБЛ). Състои се от 30 отбора – 29 в САЩ и 1 в Канада.
Централният офис на НБА се намира на 19-ия етаж на небостъргача Олимпик Тауер на Пето авеню в Ню Йорк.
Играчите на НБА са най-скъпо платените професионални спортисти от всички спортни лиги в света. Лозунгът на състезателите в НБА е 
„Ето защо играем“ (This Is Why We Play).

## Отбори
През 1946 г. асоциацията започва с 11 отбора, като след различни промени и прегрупирания от 2004 г. до днес те са 30. САЩ са домакин на 29 отбора, а Канада – на 1. Националната баскетболна асоциация е разделена на 2 „конференции“ – Източна и Западна, а всяка конференция е разделена на 3 дивизии по географски признак. Във всяка дивизия влизат по 5 отбора.
| - Северозападна дивизия - Денвър Нъгетс - Портланд Трейл Блейзърс - Оклахома Сити Тъндър - Минесота Тимбърулвс - Юта Джаз - Тихоокеанска дивизия - Лос Анджелис Лейкърс - Лос Анджелис Клипърс - Голдън Стейт Уориърс - Сакраменто Кингс - Финикс Сънс - Югозападна дивизия - Далас Маверикс - Хюстън Рокетс - Мемфис Гризлис - Ню Орлиънс Пеликанс - Сан Антонио Спърс | - Атлантическа дивизия - Бостън Селтикс - Филаделфия 76ърс - Ню Йорк Никс - Бруклин Нетс - Торонто Раптърс - Централна дивизия - Чикаго Булс - Детройт Пистънс - Милуоки Бъкс - Кливланд Кавалиърс - Индиана Пейсърс - Югоизточна дивизия - Маями Хийт - Вашингтон Уизърдс - Атланта Хоукс - Шарлът Хорнетс - Орландо Меджик |

## Редовен сезон
След лятната почивка отборите се събират отново през октомври за подготвителни лагери. Основната им цел е да се оценят някои новаци, да се видят силните и слаби страни на отбора, да се подготви за предстоящия сезон. Задължително е за сезона да се изберат само дузина състезатели, които ще бъдат в списъка на отбора. Допускат се и трима души в допълнителен списък, евентуални резерви. Същинският сезон обикновено започва в първата седмица на ноември, но е предшестван от приятелски мачове.
В редовния сезон всеки отбор изиграва по 82 срещи, разделени по равно между гостувания и домакинства. Отборите от собствената дивизия се срещат 4 пъти, отборите от същата конференция, но от различни дивизии – 3 или 4 пъти, отборите от другата конференция – само 2 пъти. Ето защо отборът може да има по-лесен или по-труден списък с мачове в зависимост от дивизията и конференцията си. Вече НБА е единственото отборно състезание в Северна Америка, където отборите играят всеки с всеки – минимум по 1 домакинска среща на сезон с всеки отбор.
През февруари се прави пауза, за да се проведе Мачът на звездите. До 2017 г. феновете от САЩ, Канада и по интернет гласуват за най-добрите играчи на различните постове в двете конференции. Избират се 14-те играчи с най-голям рейтинг и се провежда мач Изток срещу Запад (Източна конференция срещу Западна конференция). От 2018 г. с такова гласуване се излъчват само първите баскетболисти на двете конференции за капитани на отборите, а те определят съставите им независимо от конференцията. Излъчва се най-полезен играч на мача – MVP. Други интересни конкурси, които съпътстват мача на звездите са избирането на най-добър новак (rookie) и най-атрактивна забивка, както и състезание за най-добри умения (дрибъл, стрелба и подаване), за най-добър стрелец от линията за 3 точки. Тези конкурси всяка година носят различни имена заради различните си спонсори.
Малко след мача на звездите идва и последният ден за трансфер на играчи. Краят на редовния сезон е около 20 април. Тогава идва време за много индивидуални награди – отново Новак на годината, Най-полезен играч, Най-добър защитник, Най-развиващ се играч, Най-добър треньор. По това време се избират и 3 отбора от най-добрите играчи на отделните постове от цялата лига.

## Плейофи
В края на април започват плейофите като продължение на редовния сезон. За тази част от шампионата се класират по 8 отбора от всяка конференция. Във всяка от двете конференции става класиране на 8-те отбора по брой победи. По-предното класиране, което имат победителите в дивизиите, носи преимущество. Така се оформят 2 потока от по 8 отбора. Те продължават да играят помежду си, като двете конференции се срещат чак на финала. В двете конференции се провежда първият кръг на плейофите (четвъртфинали на конференциите). Първият среща последния и т.н. съобразно таблицата:
| #1 | #8 |
| #2 | #7 |
| #3 | #6 |
| #4 | #5 |

Мачовете се играят до 4 победи, т.е. най-много може да са 7 мача за двойка отбори. Осмината победители достигат да втория кръг на плейофите, т. нар. полуфинали на конференцията. Там се сблъскват победителите от срещите между 1 – 8 и 4 – 5 от една страна, както и 2 – 7 и 3 – 6 от друга. Последният трети кръг (финал на конференцията) определя кой отбор ще отиде на финала на НБА, който определя шампиона.

## Финали и шампиони
Финалът на НВА се играе между победителите във финалите на двете конференции, при разменено гостуване по два мача. Шампион става отборът, който достигне 4 победи.
Най-успешните отбори в асоциацията са Бостън Селтикс и Лос Анджелис Лейкърс. Селтикс е спечелил 18 шампионски титли и 4 втори места от 21 финала. Лейкърс е достигал до финала 32 пъти, от които 17 победи, но ако се отчете и неофициалната им победа под името Минеаполис Лейкърс през 1947/48 г. в НБЛ преди обединението с АБА, броят на титлите им е 18. Трети, но едва с по 6 титли, са Голдън Стейт Уориърс/Филаделфия Уориърс и Чикаго Булс. И шестте победи на Чикаго са завоювани по времето на големия им възход през 1990-те години. Четири от шестте победи на Голдън Стейт са от 2015 до 2022 г. Четвърти, с 5 титли, са Сан Антонио Спърс, които държат рекорда за най-много последователни участия в плейофите – 22.
Най-много финали за титлата (11) е имало между двата най-титулувани отбора с категорично превъзходство на бяло-зелените: Бостън Селтикс – Лос Анджелис Лейкърс 8:3 победи.
От 2015 до 2018 г., за пръв път в историята на НБА, 4 години поред финалисти са едни и същи отбори – Голдън Стейт Уориърс и Кливланд Кавалиърс.
През 2023 г. Денвър Нъгетс печели титлата за първи път.
| №  | Година | Шампион                   | Финалист                  | Резултат |
| -- | ------ | ------------------------- | ------------------------- | -------- |
| 1  | 1947   | Филаделфия Уориърс        | Чикаго Стагс              | 4 – 1    |
| 2  | 1948   | Балтимор Булетс           | Филаделфия Уориърс        | 4 – 2    |
| 3  | 1949   | Минеаполис Лейкърс        | Уошингтън Кепитълс        | 4 – 2    |
| 4  | 1950   | Минеаполис Лейкърс        | Сиракуза Нешънълс         | 4 – 2    |
| 5  | 1951   | Рочестър Роялс            | Ню Йорк Никс              | 4 – 3    |
| 6  | 1952   | Минеаполис Лейкърс        | Ню Йорк Никс              | 4 – 3    |
| 7  | 1953   | Минеаполис Лейкърс        | Ню Йорк Никс              | 4 – 1    |
| 8  | 1954   | Минеаполис Лейкърс        | Сиракуза Нешънълс         | 4 – 3    |
| 9  | 1955   | Сиракуза Нешънълс         | Форт Уейн Пистънс         | 4 – 3    |
| 10 | 1956   | Филаделфия Уориърс        | Форт Уейн Пистънс         | 4 – 1    |
| 11 | 1957   | Бостън Селтикс            | Сейнт Луис Хоукс          | 4 – 3    |
| 12 | 1958   | Сейнт Луис Хоукс          | Бостън Селтикс            | 4 – 2    |
| 13 | 1959   | Бостън Селтикс            | Минеаполис Лейкърс        | 4 – 0    |
| 14 | 1960   | Бостън Селтикс            | Сейнт Луис Хоукс          | 4 – 3    |
| 15 | 1961   | Бостън Селтикс            | Сейнт Луис Хоукс          | 4 – 1    |
| 16 | 1962   | Бостън Селтикс            | Лос Анджелис Лейкърс      | 4 – 3    |
| 17 | 1963   | Бостън Селтикс            | Лос Анджелис Лейкърс      | 4 – 2    |
| 18 | 1964   | Бостън Селтикс            | Сан Франциско Уориърс     | 4 – 1    |
| 19 | 1965   | Бостън Селтикс            | Лос Анджелис Лейкърс      | 4 – 1    |
| 20 | 1966   | Бостън Селтикс            | Лос Анджелис Лейкърс      | 4 – 3    |
| 21 | 1967   | Филаделфия Севънтисиксърс | Сан Франциско Уориърс     | 4 – 2    |
| 22 | 1968   | Бостън Селтикс            | Лос Анджелис Лейкърс      | 4 – 2    |
| 23 | 1969   | Бостън Селтикс            | Лос Анджелис Лейкърс      | 4 – 3    |
| 24 | 1970   | Ню Йорк Никс              | Лос Анджелис Лейкърс      | 4 – 3    |
| 25 | 1971   | Милуоки Бъкс              | Балтимор Булетс           | 4 – 0    |
| 26 | 1972   | Лос Анджелис Лейкърс      | Ню Йорк Никс              | 4 – 1    |
| 27 | 1973   | Ню Йорк Никс              | Лос Анджелис Лейкърс      | 4 – 1    |
| 28 | 1974   | Бостън Селтикс            | Милуоки Бъкс              | 4 – 3    |
| 29 | 1975   | Голдън Стейт Уориърс      | Уошингтън Булетс          | 4 – 0    |
| 30 | 1976   | Бостън Селтикс            | Финикс Сънс               | 4 – 2    |
| 31 | 1977   | Портланд Трейлблейзърс    | Филаделфия Севънтисиксърс | 4 – 2    |
| 32 | 1978   | Уошингтън Булетс          | Сиатъл Суперсоникс        | 4 – 3    |
| 33 | 1979   | Сиатъл Суперсоникс        | Уошингтън Булетс          | 4 – 1    |
| 34 | 1980   | Лос Анджелис Лейкърс      | Филаделфия Севънтисиксърс | 4 – 2    |
| 35 | 1981   | Бостън Селтикс            | Хюстън Рокетс             | 4 – 2    |
| 36 | 1982   | Лос Анджелис Лейкърс      | Филаделфия Севънтисиксърс | 4 – 2    |
| 37 | 1983   | Филаделфия Севънтисиксърс | Лос Анджелис Лейкърс      | 4 – 0    |
| 38 | 1984   | Бостън Селтикс            | Лос Анджелис Лейкърс      | 4 – 3    |
| 39 | 1985   | Лос Анджелис Лейкърс      | Бостън Селтикс            | 4 – 2    |
| 40 | 1986   | Бостън Селтикс            | Хюстън Рокетс             | 4 – 2    |
| 41 | 1987   | Лос Анджелис Лейкърс      | Бостън Селтикс            | 4 – 2    |
| 42 | 1988   | Лос Анджелис Лейкърс      | Детройт Пистънс           | 4 – 3    |
| 43 | 1989   | Детройт Пистънс           | Лос Анджелис Лейкърс      | 4 – 0    |
| 44 | 1990   | Детройт Пистънс           | Портланд Трейлблейзърс    | 4 – 1    |
| 45 | 1991   | Чикаго Булс               | Лос Анджелис Лейкърс      | 4 – 1    |
| 46 | 1992   | Чикаго Булс               | Портланд Трейлблейзърс    | 4 – 2    |
| 47 | 1993   | Чикаго Булс               | Финикс Сънс               | 4 – 2    |
| 48 | 1994   | Хюстън Рокетс             | Ню Йорк Никс              | 4 – 3    |
| 49 | 1995   | Хюстън Рокетс             | Орландо Меджик            | 4 – 0    |
| 50 | 1996   | Чикаго Булс               | Сиатъл Соникс             | 4 – 2    |
| 51 | 1997   | Чикаго Булс               | Юта Джаз                  | 4 – 2    |
| 52 | 1998   | Чикаго Булс               | Юта Джаз                  | 4 – 2    |
| 53 | 1999   | Сан Антонио Спърс         | Ню Йорк Никс              | 4 – 1    |
| 54 | 2000   | Лос Анджелис Лейкърс      | Индиана Пейсърс           | 4 – 2    |
| 55 | 2001   | Лос Анджелис Лейкърс      | Филаделфия Севънтисиксърс | 4 – 3    |
| 56 | 2002   | Лос Анджелис Лейкърс      | Ню Джърси Нетс            | 4 – 0    |
| 57 | 2003   | Сан Антонио Спърс         | Ню Джърси Нетс            | 4 – 3    |
| 58 | 2004   | Детройт Пистънс           | Лос Анджелис Лейкърс      | 4 – 3    |
| 59 | 2005   | Сан Антонио Спърс         | Детройт Пистънс           | 4 – 3    |
| 60 | 2006   | Маями Хийт                | Далас Маверикс            | 4 – 1    |
| 61 | 2007   | Сан Антонио Спърс         | Кливланд Кавалиърс        | 4 – 3    |
| 62 | 2008   | Бостън Селтикс            | Лос Анджелис Лейкърс      | 4 – 2    |
| 63 | 2009   | Лос Анджелис Лейкърс      | Орландо Меджик            | 4 – 0    |
| 64 | 2010   | Лос Анджелис Лейкърс      | Бостън Селтикс            | 4 – 3    |
| 65 | 2011   | Далас Маверикс            | Маями Хийт                | 4 – 2    |
| 66 | 2012   | Маями Хийт                | Оклахома Сити Тъндър      | 4 – 1    |
| 67 | 2013   | Маями Хийт                | Сан Антонио Спърс         | 4 – 3    |
| 68 | 2014   | Сан Антонио Спърс         | Маями Хийт                | 4 – 3    |
| 69 | 2015   | Голдън Стейт Уориърс      | Кливланд Кавалиърс        | 4 – 2    |
| 70 | 2016   | Кливланд Кавалиърс        | Голдън Стейт Уориърс      | 4 – 3    |
| 71 | 2017   | Голдън Стейт Уориърс      | Кливланд Кавалиърс        | 4 – 1    |
| 72 | 2018   | Голдън Стейт Уориърс      | Кливланд Кавалиърс        | 4 – 0    |
| 73 | 2019   | Торонто Раптърс           | Голдън Стейт Уориърс      | 4 – 2    |
| 74 | 2020   | Лос Анджелис Лейкърс      | Маями Хийт                | 4 – 2    |
| 75 | 2021   | Милуоки Бъкс              | Финикс Сънс               | 4 – 2    |
| 76 | 2022   | Голдън Стейт Уориърс      | Бостън Селтикс            | 4 – 2    |
| 77 | 2023   | Денвър Нъгетс             | Маями Хийт                | 4 – 1    |
| 77 | 2024   | Бостън Селтикс            | Далас Маверикс            | 4 – 1    |
| 78 | 2025   | Оклахома Сити Тъндър      | Индиана Пейсърс           | 4 – 3    |

## Финанси
Отначало в продължение на много години всички играчи на лигата са получавали приблизително еднакви заплати, които са били малко под 1000 долара на месец. Но заплатите на играчите се повишават и през 1964 г. Уилт Чембърлейн става първият играч от НБА, който надминава границата от 100 000 долара за сезон. Опитвайки се по всякакъв начин да докаже своето предимство в съперничеството, Бил Ръсел от Бостън Селтикс подписва договор за демонстративна сума от 100 001 долара, но вече през 1968 г. Чембърлейн поставя своя подпис върху договор в размер на 750 000 за три години. Още в първия сезон в лигата рекордът на заплатите преминава към Карим Абдул-Джабар и оттогава заплатите на „звездните“ играчи постоянно се увеличават с непрекъснато нарастващи темпове. От 1984 г. до блокирането през 1999 г. заплатите на играчите са се увеличили почти 10 пъти.
През 1983 година е определен „таван на заплатите“ (англ. salary cap) – максимално допустимият размер на разходите на един клуб за плащания към играчите като заплата (тоест сумата от всички заплати в отбора). Така наречените „payrolls“ – суми, които могат да бъдат изразходвани за заплати на отделни играчи – пряко зависят от доходите на Асоциацията и са еднакви за всички отбори, но невинаги е било така. Таванът на заплатите в НБА е мек – има много официално разрешени изключения при подписване на договори с играчи и формиране на цялостна картина на икономическото положение на клуба. Таванът на заплатите може да бъде надвишен, и то значително. За превишението обаче собствениците на клубовете трябва да платят специален данък (данък лукс) към бюджета на лигата в размер на 100% от надвишението. Плащанията се извършват, ако разходите за заплати надвишават определено ниво на данъци, също предписано от колективния договор (71,7 милиона долара за сезон 2013/14). Парите се разпределят между останалите отбори с цел изравняване на финансовите възможности на клубовете.
Съществуват и индивидуални граници на доходите на играчите, както за минимални, така и за максимални заплати. Например нов играч от НБА не може да печели по-малко от 490 000 долара годишно (през сезон 2013/14), а след четири години в първенството минималната заплата надвишава прага от 1 милион долара. Максималната заплата на лице за първа година и за шеста година в НБА е същата и възлиза на около 13 милиона годишно. А за ветеран (повече от 10 сезона) горната граница на заплатата надвишава 19 милиона.
Доходът на НБА за 2010 г. е 3,8 милиарда долара и при разходи около 3,6 милиарда долара печалбата за годината е 183 милиона долара, а рентабилността – 4,8 %. Средната заплата на играчите през 2010 г. е 4,8 милиона долара годишно – повече от която и да е друга спортна лига в света.
В историята на НБА е имало четири локаута по финансови причини, при които е блокирана нейната работа и престава да функционира:
1. От 1 юли до 21 септември 1995 г. – отменят се летните тренировъчни лагери.
2. На 11 юли 1996 година за по-малко от 3 часа – „тричасова война“.
3. От 1 юли 1998 г. до 6 януари 1999 г. (204 дни) – спор, за който съдът решава, че клубовете не са задължени да изплащат заплати на играчите при липса на мачове.
4. От 1 юли до 26 ноември 2011 г. (149 дни) – изискванията на собствениците на клубове включват намаление на заплатите на играчите с 25 % и „твърдо“, фиксирано ограничение на заплатата от 45 милиона долара.

През сезон 2013/14 г. таванът на годишните заплатите в НБА е 58 679 000 долара.
Сред по-известните партньори и спонсори са Кока-Кола, Адидас, Хюлет-Пакард, Циско, Хайер Америка, Киа Мотърс, Бакарди, T-Мобил и др.
НБА като организация носи много амбициозна социална мисия. Програмата NBA Cares е основана през 2005 г. и оттогава лигата, играчите и треньорите са дарили над 160 милиона долара за благотворителност, построени са повече от 600 различни съоръжения за жилища, образование и забавления, а играчите лично са похарчили над милион часа общественополезен труд.